# Гоше дю Пюизе
Гошè дю Пюизè (на френски: Gaucher du Puiset; * ок. 1200, † 30 юли 1219, Дамиета) е наследник на Графство Бар сюр Сен в Шампан и на Виконтство Шартър. Съпруг е на Елисавета дьо Куртене. 

## Произход
Той е син на Мийон IV дю Пюизе (* ок. 1170, † 1219), граф на Бар сюр Сен и виконт на Шартър, и на Елизанд дьо Жоани (* ок. 1160, † пр. април 1226), дъщеря на графа на Жоани Ренар IV.
Има брат и сестра:
- Хю († млад ок. 1199)
- сестра – монахиня в Абатство „Паракле“ в Ножан сюр Сен

Има и трима природени братя и една вероятна природена сестра от първия брак на майка си.

## Биография
През 1218 г. участва в Петия кръстоносен поход и заминава за Светите земи с баща си Мийон IV, граф на Бар сюр Сен, както и неговите полубратя Жан II д'Арси и Ги д'Арси и се бият заедно при обсадата на Фаровата кула в Египет, след това при обсадата на Дамиета, където умира на 30 юли 1219 г. Баща му умира на 19 август .
Според някои историци XIX век век той е брат на Гийон дьо Шартър, 14-ти магистър на Тамплиерите, но това вероятно е грешка.

## Брак и потомство
Около 1218 г. той се жени за Елизабет дьо Куртене (* ок. 1199, † 1269), дъщеря на Пиер II дьо Куртене, латински император на Константинопол, и на Йоланда Фладърска, но нямат потомци. След смъртта му тя се омъжва за Юд I дьо Монтагю, господар на Монтагю.